# Blakea fuchsioides
Blakea fuchsioides är en tvåhjärtbladig växtart som beskrevs av Frank Almeda. Blakea fuchsioides ingår i släktet Blakea och familjen Melastomataceae. Inga underarter finns listade i Catalogue of Life.